# Serhij Dołhanski
Serhij Mykołajowycz Dołhanski, ukr. Сергій Миколайович Долганський (ur. 15 września 1974 w Zdołbunowie) – ukraiński piłkarz, grający na pozycji bramkarza.

## Kariera piłkarska

### Kariera klubowa
Wychowanek Szkoły Piłkarskiej we Lwowie. W 1992 rozpoczął karierę piłkarską w klubie Weres Równe, skąd w 1993 zaproszony do Metalista Charków, ale po sezonie powrócił do Równego. Na początku 1996 przeszedł do Czornomorca Odessa, ale po spadku klubu z Wyszczej Lihi w 1999 przeniósł się do Krywbasa Krzywy Róg. Jednak występował w drugiej drużynie, dlatego zmienił klub na CSKA Kijów. Ale i w nim bronił barw tylko drugiej drużyny oraz farm klubu Systema-Boreks Borodzianka. Dopiero od 2001, kiedy został piłkarzem Worskły Połtawa zajął podstawowe miejsce bramkarza. Po udanych występach w 2002 wypożyczony do Szachtara Donieck. Prawda nie potrafił przebić się do podstawowego składu i bronił barw tylko drugiej drużyny. W 2004 przeszedł do klubu Metałurha Donieck. Po zakończeniu kontraktu, w lutym 2005 ponownie podpisał kontrakt z Worskłą. Latem 2013 zakończył karierę piłkarską.

## Sukcesy
- mistrz Ukrainy: 2001/02
- zdobywca Pucharu Ukrainy: 2002, 2009
- finalista Superpucharu Ukrainy: 2009